# セニ区
セニ区（セニく）は中華人民共和国チベット自治区ナクチュ市の市轄区。ツァン地方北部の東経91度12分 - 93度02分、北緯30度31分 - 31度55分に位置する。区政府所在地はナクチュ（那曲）鎮。

## 行政区画
3鎮、9郷を管轄：
- 鎮：ナクチュ鎮（那曲鎮）、羅瑪鎮、古露鎮
- 郷：達薩郷、油恰郷、香茂郷、那瑪切郷、達前郷、労麦郷、孔瑪郷、色雄郷、ニマ郷（尼瑪郷）

## 交通

### 鉄道
- 中国国家鉄路集団
  - 青蔵鉄道

（西寧方面）- 崗秀駅 - ナクチュ駅 - 妥如駅 - 桑雄駅 - ゴルグ駅 -（ラサ方面）

### 道路
- 高速道路
  -  京蔵高速道路
- 国道
  - G109国道
  - G317国道